# Пьетрасерена
Пьетрасерена (фр. Pietraserena, корс. A Petra Serena) — коммуна во Франции, находится в регионе Корсика. Департамент коммуны — Верхняя Корсика. Входит в состав кантона Бустанико. Округ коммуны — Корте.
Код INSEE коммуны — 2B226.

## Население
Население коммуны на 2008 год составляло 75 человек.
| 1962 | 1968 | 1975 | 1982 | 1990 | 1999 | 2008 |
| ---- | ---- | ---- | ---- | ---- | ---- | ---- |
| 120  | 138  | 134  | 131  | 92   | 80   | 75   |

## Экономика
В 2007 году среди 34 лиц в трудоспособном возрасте (15—64 лет) 14 были экономически активными, 20 — неактивными (показатель активности — 41,2 %, в 1999 году было 40,5 %). Из 14 активных работали 12 человек (6 мужчин и 6 женщин), безработных было 2 (1 мужчина и 1 женщина). Среди 20 неактивных 2 человека были учениками или студентами, 13 — пенсионерами, 5 были неактивными по другим причинам.